# Ibrox (Glasgow)
Ibrox (van het Schots-Gaelisch Ath Bruic) is een district van Glasgow, Schotland. Het ligt ten zuiden van de rivier de Clyde.
In Ibrox staat het Ibrox Stadium van Glasgow Rangers. Vlak bij het stadion ligt metrostation Ibrox.

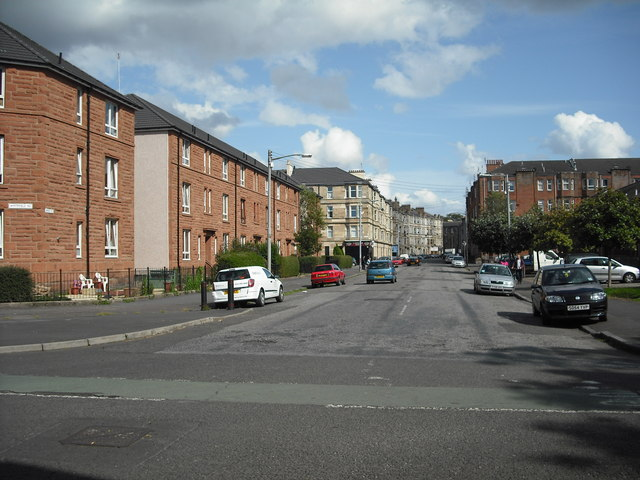
Straat in Ibrox
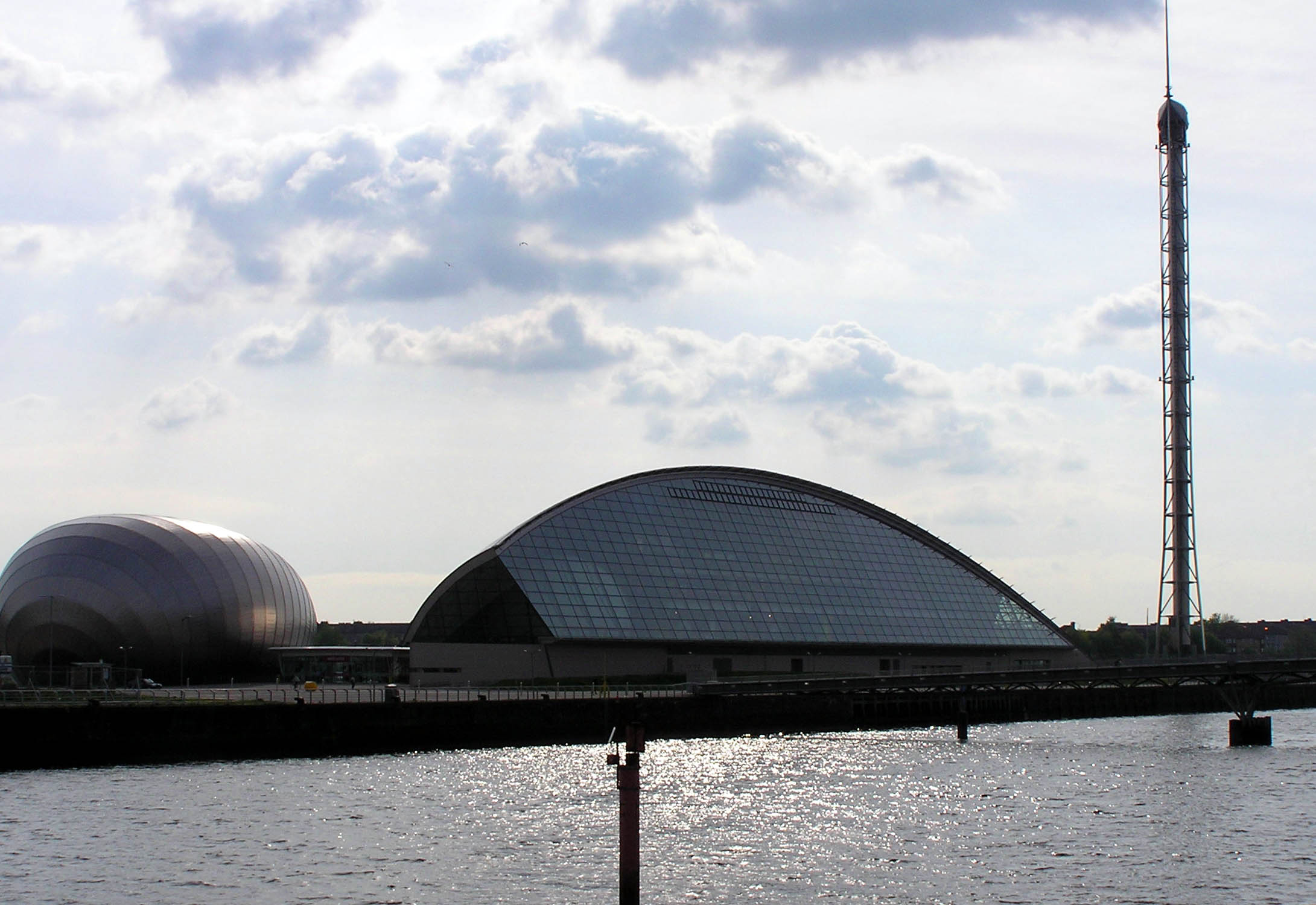
Glasgow Science Centre